# ظلة (قبعة)

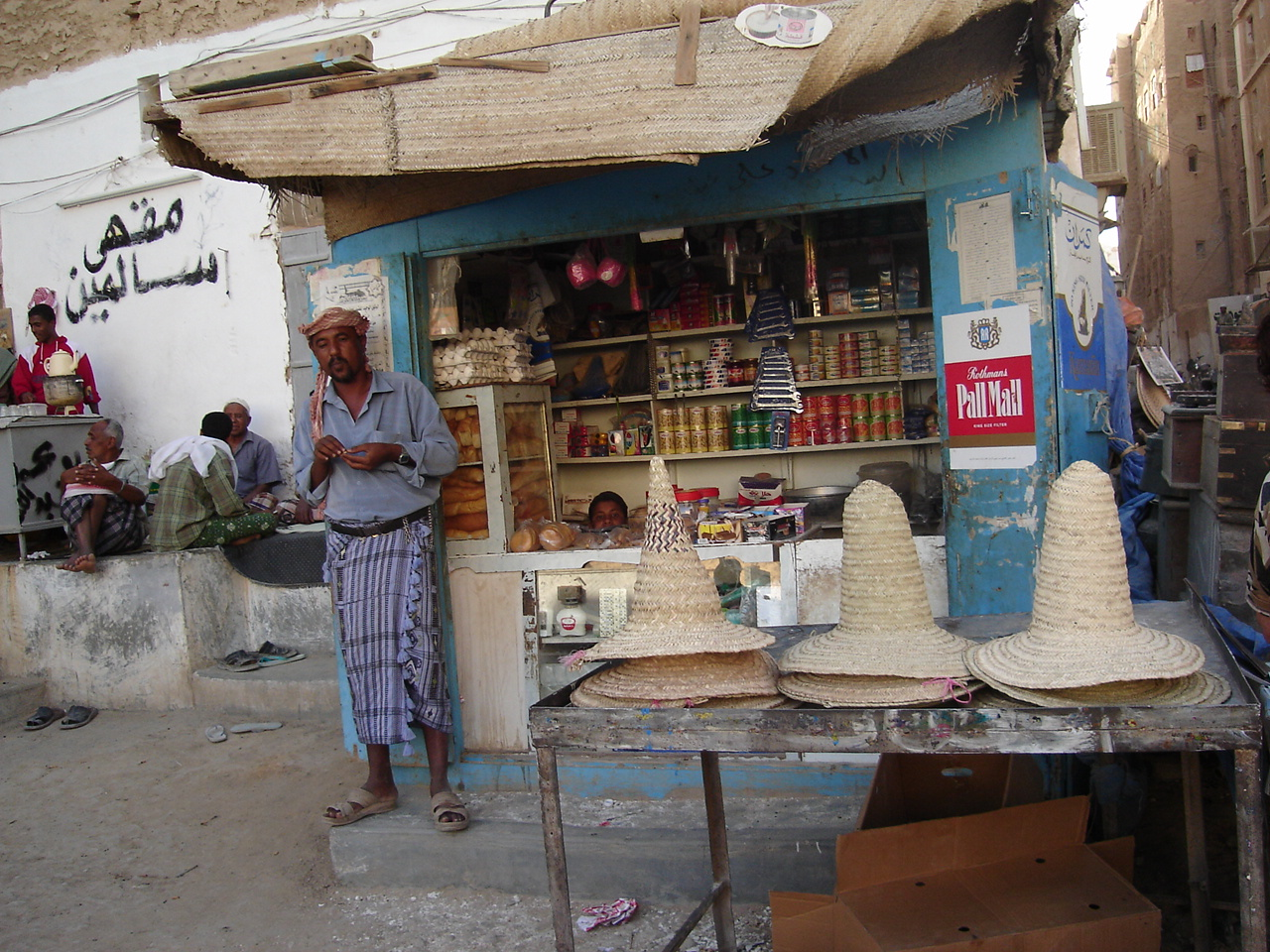
الظُّلَّة على بسطة في شبام

الظُّلَّة هي قبعة تقليدية تستخدم في اليمن وترتديها النساء. لهذه القبعة حافة دائرية وقمة عالية للحفاظ على برودة مرتديها في درجات الحرارة المرتفعة حيث إن هذا التصميم يعزز تحرك الهواء في القبعة. وقد لوحظ أنها تشبه قبعات الساحرات. وهي مصنوعة من تجديل خوص نخيل التمر. يغلب أن يرتديها في حضرموت أنثى الرعاة وعاملات الحقل اللاتي يرتدين العباءات السود. يمكن شراء الظُّلَّة من الأسواق.